# Generation Swine
| 전문가 평가                      | 전문가 평가 |
| 평가 점수                        | 평가 점수   |
| 출처                             | 점수        |
| -------------------------------- | ----------- |
| AllMusic                         | [ 3 ]       |
| Chicago Tribune                  | [ 4 ]       |
| Collector's Guide to Heavy Metal | 9/10        |
| Entertainment Weekly             | B           |
| Metal Forces                     | 6/10        |
| Rolling Stone                    |             |
| The Rolling Stone Album Guide    | [ 8 ]       |
| Sputnikmusic                     | 4/5         |

《Generation Swine》은 1997년 6월 24일에 발매된 미국의 헤비 메탈 밴드 머틀리 크루의 일곱 번째 스튜디오 음반이다. 이 음반은 1991년 《Decade of Decadence 81–91》에 마지막으로 참여한 리드 싱어 빈스 닐의 복귀를 기념하며, 2008년 《Saints of Los Angeles》 음반까지 드러머 토미 리가 참여한 마지막 음반이다. 이 음반은 엘렉트라 레코드에서 발매된 밴드의 마지막 음반이기도 하다. 이 음반의 이름과 타이틀곡은 헌터 S. 톰슨의 《Generation of Swine》에서 따왔다.

## 배경
밴드의 자기 타이틀 음반의 상업적 실망에 이어, 머틀리 크루는 엘렉트라 레코드의 임원들로부터 머틀리 크루를 1980년대에 밴드가 누렸던 상업적 성공 수준으로 되돌리라는 압력을 받았다.
당시 공식적으로 보컬리스트 겸 기타리스트 존 코라비, 베이시스트 니키 식스, 드러머 토미 리, 기타리스트 믹 마스로 구성된 이 밴드는 이전 음반과 투어 판매의 실패에 너무 좌절하여 매니저 더그 탈러와 프로듀서 밥 록을 포함한 그룹 주변의 수많은 사람들을 해고했다. 밴드는 앨런 코백을 새로운 매니저로 고용했고 원래 이름이 《Personality #9》였던 다음 음반을 위해 함께 일할 다른 프로듀서를 찾기 시작했다.
집단 해고 후, 밴드는 워너 브라더스와의 회의에 소집되었다. 더그 모리스 CEO가 밴드의 현재 상태에 대해 논의한다. 이 자리에서 모리스는 식스와 리를 설득하여 코라비를 제거하고 원래의 가수 빈스 닐과 재회하도록 했다. 식스와 리는 닐과 다시 함께 일하는 것에 관심이 없었고, 코라비를 그룹에 유지해야 한다고 주장했다. 엘렉트라 CEO 실비아 론의 추가적인 설득으로 모리스는 동의했고 밴드는 그들의 작업을 계속했다.

## 소송
1997년 7월 7일 코라비는 계약 위반, 사기, 비방 혐의로 밴드를 상대로 4백만 달러의 소송을 제기했다. 코라비의 주장은 그가 밴드에 있는 동안 그의 작품과 기여에 대한 로열티나 크레딧을 받지 못했다는 것이었다.
코라비는 《Generation Swine》의 오리지널 프레스에 대한 두 곡의 노래인 〈Flush〉와 〈Let Us Prey〉에 대해서만 공식적으로 인정받았지만, 음반에 수록된 자료의 최소 80%는 자신이 책임이 있다고 주장했다.

## 곡 목록
| #   | 제목                       | 작사·작곡                     | 재생 시간 |
| --- | -------------------------- | ----------------------------- | --------- |
| 1.  | 〈Find Myself〉            | 니키 식스, 믹 마스, 토미 리   | 2:51      |
| 2.  | 〈Afraid〉                 | 식스                          | 4:07      |
| 3.  | 〈Flush〉                  | 식스, 리, 존 코라비           | 5:03      |
| 4.  | 〈Generation Swine〉       | 식스, 리                      | 4:39      |
| 5.  | 〈Confessions〉            | 리, 마스                      | 4:21      |
| 6.  | 〈Beauty〉                 | 식스, 스콧 험프리, 리         | 3:47      |
| 7.  | 〈Glitter〉                | 식스, 브라이언 애덤스, 험프리 | 5:00      |
| 8.  | 〈Anybody Out There?〉     | 식스, 리                      | 1:50      |
| 9.  | 〈Let Us Prey〉            | 식스, 코라비                  | 4:22      |
| 10. | 〈Rocketship〉             | 식스                          | 2:05      |
| 11. | 〈A Rat Like Me〉          | 식스                          | 4:13      |
| 12. | 〈Shout at the Devil '97〉 | 식스                          | 3:43      |
| 13. | 〈Brandon〉                | 리                            | 3:25      |

## 인증
| 국가                       | 인증 | 판매량/출하량 |
| -------------------------- | ---- | ------------- |
| 일본 (RIAJ)                | 골드 | 100,000^      |
| 미국 (RIAA)                | 골드 | 500,000^      |
| ^출하량을 기반으로 한 인증 |      |               |